# 메난드로스 1세
메난드로스 1세 소테르(Menander I the Savior, 고대 그리스어: Μένανδρος Αʹ ὁ Σωτήρ, ? -?)는 인도 북서부 사갈라를 수도로 세워진 헬레니즘계 왕조인 인도-그리스 왕국의 국왕(재위: 기원전 165년?/기원전 155년? - 기원전 130년)이다. 팔리어로는 밀린다(Milinda)로 알려져 있다.
원래 그는 박트리아의 왕으로 펀자브를 정복하고 서쪽의 카불강 계곡에서 동쪽의 라비강까지, 북쪽의 스와트강 계곡에서 아라코시아(헬만드 주)까지에 이르는 인도 아대륙에 그의 제국을 세웠다. 고대 인도의 기록자들은 그가 파탈리푸트라(파트나)로 남하해 갠지스강 계곡의 동쪽 멀리까지 왔다고 지적하고 있으며, 그리스의 지리학자 스트라보는 "알렉산더 대왕보다 더 많은 부족을 정복했다."고 기록하였다. 오늘날 그 지역에서는 메난드로스 1세의 얼굴을 새긴 동전이 많이 출토되어, 당시 상업의 번창과 그의 왕국이 존속했던 기간을 증명해 주고 있다.
또한 메난드로스 1세는 불교의 후원자였으며, 비구 나가세나(那伽犀那)와의 대화는 중요한 불교 경전인 《밀린다왕문경》에 기록되어 있다. 기원전 130년에 메난드로스 1세가 사망한 뒤, 메난드로스 왕의 아들 스트라토 1세의 섭정을 맡은 아가토클레스의 딸 아가토클레이아(Agathokleia)에 의해 제국은 계승되었다. 불교 전승은 그가 자신의 왕국을 아들에게 물려주고 세상을 떠났다고 전하고 있지만, 플루타르코스는 그가 군사 활동 중에 군 중에서 죽었고, 그의 유해는 그의 영토를 가로지르는 여러 도시의 기념탑에 균등하게 나뉘어 모셔졌다고 적고 있다.

## 메난드로스 1세의 동전

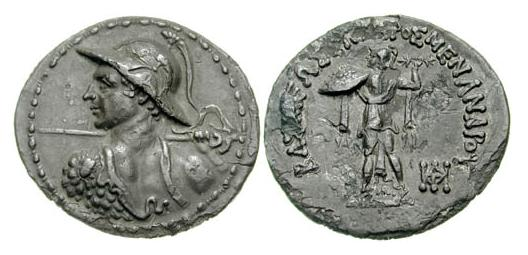
메난도로스 1세의 초상 있는 동전

메난도로스 1세가 주조한 동전의 종류·양은 함께 사용된 다른 인도-그리스 왕국의 군주가 발행한 동전보다 광범위한 지역에서 유통되었다. 22종류, 금·은·구리 3종의 동전을 주조·유통시키고, 동전에는 청년기에서 노년기까지의 메난도로스의 초상화가 새겨졌다.
메난도로스의 동전에는 불교의 상징인 법륜이 새겨져 있다.

## 같이 보기
- 카니슈카
- 인도-그리스 왕국
- 그리스 불교
- 인도-스키타이